# Mamos
Die Mamos (Drepanis) sind eine Gattung der Singvögel aus der Tribus der Kleidervögel (Drepanidini). Die Gattung umfasst zwei neuzeitlich ausgestorbene Arten und eine stark bedrohte Art, den Iiwikleidervogel.

## Merkmale
Beide ausgestorbenen Mamo-Arten hatten lange, sichelförmig gebogene Schnäbel. Der Königskleidervogel oder Mamo (Drepanis pacifica) war etwa 23 cm groß. Das Gefieder war zum größten Teil glänzend schwarz. Der Hinterrücken, der Bürzel, die Oberschwanzdecken, die oberen Flanken und die Oberschenkelbefiederung waren glänzend goldgelb. Der Schnabel und die Beine waren dunkel bräunlich-schwarz. Der Rußmamo (Drepanis funerea) erreichte eine Länge von 20 cm. Das Gefieder war fast einfarbig stumpf schwarz, nur die Handschwingen hatten graue Außenfahnen.
Der Iiwi besitzt ebenfalls einen langen, sichelförmigen Schnabel, weist aber insgesamt eine dunkelrote Farbe auf.

## Verbreitung
Der Königskleidervogel kam auf der Insel Hawaiʻi, insbesondere am Hualālai, oberhalb von Waimea in Kohala sowie zwischen dem Kīlauea und Hilo vor. Der Rußmamo war auf Molokaʻi, Maui, Lānaʻi und Kahoʻolawe verbreitet. Subfossiles Material ist nur vom Rußmamo von der Insel Maui bekannt.

## Systematik

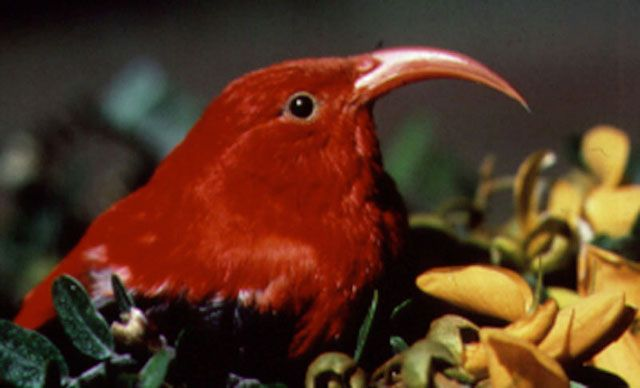
Iiwi (Drepanis coccinea)

Basierend auf John Lathams Great Hook-billed Creeper wurde der Königskleidervogel 1788 von Johann Friedrich Gmelin als Certhia pacifica beschrieben. 1820 schuf Coenraad Jacob Temminck die Gattung Drepanis. 1903 fasste Robert Cyril Layton Perkins die Gattungen Drepanis, Vestiaria, Ciridops, Himatione und Palmeria als Untergruppe zusammen. 1979 synonymisierte Harold Douglas Pratt die monotypische Gattung Vestiaria (Iiwikleidervogel) mit der Gattung Drepanis, was von den meisten Autoren mittlerweile akzeptiert wird.

## Status
1892 wurde zum letzten Mal ein Königskleidervogel lebend gefangen und fotografiert. 1898 beobachtete Henry W. Henshaw das letzte bekannte Pärchen.
Der Rußmamo war eine der letzten Kleidervogelarten, die von der Wissenschaft entdeckt wurden. 1893 fing Robert Cyril Layton Perkins auf Molokai das erste bekannt gewordene Exemplar dieser Art, 1907 wurden die letzten drei Exemplare von William Alanson Bryan gesammelt.
Der Iiwi, der noch vor wenigen Jahrzehnten recht zahlreich vorkam, ist mittlerweile stark bedroht. Sein Bestand ist Schätzungen zufolge seit den 1990er Jahren von etwa 350.000 Exemplaren auf nur noch 2600 im Jahr 2017 zurückgegangen.

## Kulturelle Bedeutung
Der Königskleidervogel war eine der ersten Kleidervogelarten, die von europäischen Siedlern entdeckt wurden, und gilt als Namensgeber für die gesamte Unterfamilie der Kleidervögel. Obwohl die Mamos schon bei der Besiedelung Hawaiis durch die europäischen Siedler selten waren, hatten sie einen wichtigen Platz in der hawaiischen Kultur. Sie waren die Quelle der schwarzen und gelben Federn, aus denen die kostbaren Umhänge, hawaiisch ʻahu ʻula genannt, für die hawaiischen Fürsten hergestellt wurden. Der Begriff mamo wurde als Synonym für ʻahu ʻula verwendet. Nach Angaben des Anthropologen Peter Henry Buck bedeutet ahu-ula „Rotes Gewand“. Die gelben Federn des Königskleidervogels wurden gegenüber den Federn der Krausschwänze (Moho) und anderer Kleidervögel bevorzugt. Dies lag zum einen an den satteren Farben und zum anderen an der Schwierigkeit, sie zu besorgen. Die Federn der Flanken und des Bürzels wurden als koʻo mamo und die Federn der Schenkel als ʻae mamo bezeichnet. Nach Angaben von Scott Barchard Wilson und Arthur Humble Evans gibt es unter den größeren Federumhängen im British Museum of Natural History Exemplare mit diamantförmigen Mustern aus dunklen gelben Federn, die mit den häufigeren hellen gelben Federn durchsetzt sind. Ein Umhang ist komplett aus Federn des Königskleidervogels (einschließlich der schwarzen) hergestellt worden. Am berühmtesten ist jedoch der sogenannte „Millionen-Dollar-Umhang“ des hawaiischen Königs Kamehameha I., der sich heute im Bernice P. Bishop Museum befindet und 450.000 Mamo-Federn beinhaltet. Mamo-Federn können als „Kronjuwelen“ Hawaiis betrachtet werden.